# Nahashon Kimaiyo
Nahashon Kimaiyo (* 4. Mai 1983) ist ein kenianischer Marathonläufer.

## Sportkarriere
2010 siegte Kimaiyo beim Antwerpen-Marathon in 2:12:00 h und wurde Achter bei der Maratona d’Italia. Beim La-Rochelle-Marathon belegte er in persönlicher Bestzeit von 2:10:36 h den dritten Platz.
Im folgenden Jahr gewann er den Düsseldorf-Marathon in 2:10:53 h und wurde erneut Dritter in La Rochelle. 2012 wurde er in 2:12:52 Dritter beim Baden-Marathon.